# Joana Serrat i Tarré
Joana Serrat i Tarré (Vic, Osona, 1983) és una cantautora catalana d'estil folk d'arrel americana amb tocs de pop que canta majoritàriament en anglès però també, a vegades, en català. El seu folk intimista i evocador és de clares influències nord-americanes i canadenques.

## Biografia
Joana Serrat comença la seva carrera musical a inicis del 2008 amb l'aparició del seu primer disc Liffey sota l'acrònim J.S.T. El disc molt intimista neix arran d'una estada a Dublín i guanya el premi Troc de Músics, fet que li va permetre actuar per primera ocasió a Portugal i Perpinyà. Participa en el festival Invictro 2008 dins del Mercat de Música Viva de Vic i pocs mesos després publica Hit The Pavement (2009), disc editat per ella mateixa i que no promociona.
En els següents anys s'allunya dels escenaris i entra en un llarg període de reflexió i introspecció personal, en el que en diverses sessions als Baraka Studio grava el que acabarà sent el seu tercer disc: The Relief Sessions. El 2009, en 5 dies grava els 7 temes que han de formar part d'un nou treball, però el procés posterior s'allarga i al no trobar discogràfica ni distribuïdora s'ajorna el llançament. Mesos després continua component i fruit d'això naixerà durant el 2010 i el 2011 un segon CD que tancarà la temàtica oberta durant les gravacions del 2009, formant així un treball que esdevindrà un doble CD publicat finalment el 2012.
El 2011 després de 2 anys allunyada dels escenaris torna a participar en l'Invictro del Mercat de Música Viva de Vic 2011 i la seva cançó «Newsom Song» forma part del vinil commemoratiu del desè aniversari. Al febrer de 2012, després de tres anys de preparació, finalment surt el doble àlbum de The Relief Sessions ("Sessions d'alleujament"). Aquest disc suposa un punt d'inflexió en l'artista, sent el primer que signa amb el seu nom, el primer que incorpora temes en català i amb el que arriba el reconeixement musical, sent considerada per mitjans de comunicació com Enderrock o RAC 105 com una de les revelacions del 2012, actuant aquell mateix any a festivals destacats com el Festival Cruïlla de Barcelona, (a)phònica de Banyoles, Foramuralla de Vic o el Festival de Guitarra de Barcelona. En els concerts s'hi afegeix la seva germana Carla Serrat com a acompanyament vocal i d'instruments i el seu germà Toni Serrat a la bateria.
Amb el seu primer disc, l'autoeditat The Relief Sessions (2012), Joana Serrat va ser escollida Artista Destacada de la Setmana a la pàgina web de Nashville Noisetrade. Va debutar com a actriu a Family Tour, el primer llargmetratge de Liliana Torres, en el qual apareix juntament amb l'actriu Núria Gago, i va actuar en directe a la desfilada de la marca catalana YERSE a la passarel·la 080 de Barcelona.
El 2014 publica Dear Great Canyon amb El Segell del Primavera. Aquest segon treball ha estat produït per Howard Bilerman, nominat a un Grammy per aquesta mateixa tasca en el mític Funeral (2004) d'Arcade Fire, i compta entre els músics de gravació amb la col·laboració dels canadencs Gavin Gardiner (The Wooden Sky) i Mike O'Brien (Vic Chesnutt). Mentre que «The Blizzard» és escollida Cançó de la Setmana per la mítica botiga anglesa Rough Trade, l'àlbum entra en la llista de discos més venuts a Espanya (AFYVE) i les seves cançons comencen a sonar regularment en emissores nacionals i internacionals com la BBC6 britànica, la BBC Scotland i la ABC (la ràdio nacional d'Austràlia). El prestigiós setmanal musical britànic New Musical Express (N.M.E.) la inclou en la seva secció Radar per a nous talents i qualifica el seu disc com a «meravellós». La cançó que tanca el disc, «Came Out Of The Blue», és escollida com a banda sonora del capítol 12 de la 5a temporada de la sèrie australiana Winners & Losers. La gira de presentació sumà més de 100 concerts, i ha portat Joana Serrat ha visitar països com Portugal, Anglaterra, Holanda, Luxemburg, Bèlgica, Canadà o Sud-àfrica. Dear Great Canyon obtingué el guardó al Millor Àlbum Nacional de l'Any, lliurat pel jurat professional dels Premios Pop-Eye, i el Premi de la Crítica al Millor Àlbum Català de l'Any en Altres Llengües, atorgat per Enderrock.
El 2016 publica el disc Cross the verge amb El Segell del Primavera a Espanya i amb la discogràfica anglesa Loose a la resta del món.
Joana és una habitual dels escenaris internacionals, participant en festivals com el Pop Montréal (Québec), el Paredes da Coura (Portugal), Down By The River (Països Baixos) i Primavera Sound, Festival Acústica Figueres, Cantilafont o Strenes a Catalunya.
Al mes de setembre, Joana Serrat va protagonitzar la portada de la revista Enderrock i va publicar l'E.P. "Grabolosa", un disc que conté quatre cançons incloses a "Cross the verge" traduïdes aquí per l'ocasió.
Joana Serrat ha obtingut el Premi Altaveu 2016 per la seva trajectòria internacional i el Premi dels Oients al Millor Disc de l'Any a iCat.

## Influències
Els referents musicals de Serrat, segons un reportatge a la revista Enderrock, han estat Joanna Newsom i Cat Power tant per les seves composicions com per la trajectòria artística. També ho ha estat Sera Cahoone pel tractament que fa de les cançons.
Durant la seva infantesa va créixer amb Xesco Boix, Els 3 Tambors, Falsterbo 3 i el Grup de Folk, que li acostaren les cançons de Pete Seeger, Bob Dylan i Woody Guthrie.

## Discografia
- 2012: The Relief Sessions (autoedició)[3]
- 2014: Dear Great Canyon (El segell del Primavera)
- 2016: Cross the Verge (El Segell del Primavera / Loose)[9]
- 2016 : EP Grabolosa (El Segell del Primavera)[10]
- 2017 : Dripping springs (Great Canyon Records)[11]
- 2021: Hardcore from the Heart (Great Canyon Records / Loose Music)[12]